# Notre planète (chanson)
 (février 2022).
Pour l’article homonyme, voir Notre planète.
Chansons représentant Monaco au Concours Eurovision de la chanson
Notre vie c'est la musique
(1979) Tout de moi
(2005)
Notre planète est une chanson de la chanteuse française Märyon sortie en single en 2004. C'est l'unique single de la chanteuse. 
C'est la chanson représentant Monaco au Concours Eurovision de la chanson 2004. C'est la première chanson représentant Monaco après 25 ans d'absence, succédant ainsi à la chanson Notre vie c'est la musique de Laurent Vaguener en 1979.

## À l'Eurovision

### Sélection
Le radiodiffuseur monégasque sélectionne la chanson Notre planète interprétée par la chanteuse Maryon Gargiulo pour représenter Monaco au Concours Eurovision de la chanson 2004 les 12 et 15 mai à Istanbul, en Turquie.

### À Istanbul
Elle est intégralement interprétée en français, langue officielle de Monaco, comme le veut sa coutume. Le choix des langues est toutefois libre depuis 1999.
Notre planète est la neuvième chanson interprétée lors de la demi-finale, suivant On Again... Off Again de Julie et Ludwig (en) pour Malte et précédant Shake It de Sákis Rouvás pour la Grèce.
À la fin du vote, Notre planète obtient 10 points au total et termine 19e sur 22 chansons,. 
N'ayant pas terminé parmi les premières dix places de la demi-finale, la chanson monégasque ne se qualifie pas pour la finale.

## Liste des titres
| 1. | Notre planète                         | Patrick Sassier, Philippe Bosco | 3:12 |
| 2. | Notre planète (version instrumentale) | Philippe Bosco                  | 3:12 |

## Historique de sortie
| Pays   | Date | Format    | Label    |
| ------ | ---- | --------- | -------- |
| France | 2004 | CD single | XIII Bis |